# Ясень манновый
Я́сень ма́нновый, или Ясень ма́нный, или Ясень бе́лый (лат. Fraxinus ornus) — растение семейства Маслиновые, вид рода Ясень, произрастающее в Южной Европе и Юго-Западной Азии.

## Распространение и экология
Ареал вида охватывает Испанию, Италию, Австрию, Южную Чехию, Балканы, Турцию, некоторые районы Закавказья, Западную Сирию и Ливан. Искусственные декоративные насаждения встречаются на Кавказе и в Крыму. В промышленных масштабах растение культивируется только в Сицилии.

## Биологическое описание
Дерево высотой 10—15 м, иногда до 20 м. Ствол 20—60 см в диаметре, короткий, сбежистый. Крона низко посаженная, хорошо разветвлённая, широкояйцевидная, округлая или шатровидная.
Побеги зеленовато-серые. Почки чёрные, буро-чёрные или коричневатые со светлым войлочным опушением. Боковые почки отстоящие, располагаются супротивно.
Листья сложные, состоящие из 5—11 листочков. Листочки 3—10 см длиной, 2—4 см шириной, на коротких, желобчатых, буроватовойлочных черешках, яйцевидные, эллиптические, ланцетные или обратнояйцевидные, коротко остроконечные, неравно мелкопильчатые, с широким клиновидным или слегка округлённым, часто неравнобоким основанием, сверху сизовато-зелёные, снизу светлее, с буроватыми волосками у основания по главной и боковым жилкам.
Рахис 4—13 см длиной, полукруглый, ребристый, желобчатый, буроопушённый, особенно по желобку и в местах прикрепления черешков листочков.
Соцветия метельчатые, 7—12 см длиной, многоцветковые, густые, конечные. Цветки душистые, чаще обоеполые. Чашечка зелёная, надрезанная на 4 широкотреугольные доли. Венчик состоит из четырёх белых, узколанцетных лепестков, в несколько раз длиннее чашечки. Пыльники на длинных нитях. Пестик с длинным столбиком и двураздельным рыльцем.
Плоды — ланцетные или продолговато-обратнояйцевидные крылатки, 2—3 см длиной и до 0,5 см шириной. Цветение начинается после распускания листьев или одновременно с их появлением в конце апреля — начале мая. Плоды созревают в июле — августе.

## Сырьё
Используемым сырьём является манна — сладковатый, застывающий на воздухе сок, вытекающий при подсечке ветвей. После сушки на солнце она приготавливается в виде твёрдых палочек.

## Химический состав
Манна содержит многоатомный спирт маннит, сахар и маннозу. В цветках и коре ветвей содержатся кумарины.

## Использование
Манна применяется как лёгкое слабительное и средство от кашля. Ясень манновый также насаждается, как декоративное растение.
|                                |  |
| Листья и плоды ясеня маннового |  |